# سرزمین تاریکی
سرزمین تاریکی (به عربی: دیاری ظلمات به زبان رومی: Diyārī Zulūmāt) سرزمینی افسانه ای بود که ظاهراً در تاریکی همیشگی احاطه شده بود. معمولاً گفته می‌شود که در آبخازیا بوده و به‌طور رسمی به نام Hanyson یا هامسون (یا از منطقه همشن ترکیه آمده‌است) یا به سادگی جنگل آبخازیا شناخته می‌شود.

## سرزمین تاریکی در سفرنامه‌ها
سرزمین تاریکی در ادبیات سفر قرون وسطایی مانند رمانس اسکندر و سفرهای سر جان ماندویل از محبوبیت برخوردار بود. به گفته ماندویل، هیچ‌کس از ترس وارد Hanyson نمی‌شود، اما مردم اطراف آن را پرجمعیت می‌دانند، زیرا می‌توانند صدای انسان را در داخل آن بشنوند. ساکنان Hanyson از نوادگان امپراتور ایرانی سائورس (شاپور دوم) و مردانش هستند که با معجزه خداوند برای همیشه در آنجا گیر افتاده بودند. Saures اتباع مسیحی خود را در آبخازیا آزار و اذیت می‌کرد و آنها را در یک دشت به دام انداخته بود. آنها به درگاه خدا دعا کردند و خدا با احاطه کردن ارتش پادشاه در تاریکی غلیظ و غیرقابل نفوذی که هنوز بر زمین تأثیر می‌گذاشت پاسخ داد. در رمان اسکندر مقدونی در جستجوی آب حیات از سرزمین تاریکی عبور می‌کند. اسکندر پس از عبور از روسیه و رسیدن تقریباً به لبه جهان، کشور تاریک را می‌یابد و با خدمتکار خود آندریاس به آنجا سفر می‌کند (در نسخه فارسی رمانس، این خدمتکار با الخضر، قهرمان قرآن شناخته می‌شود.). اسکندر نمی‌تواند راه خود را از طریق تاریکی پیدا کند، اما خدمتکار او این کار را می‌کند. آندریاس از آب زندگی می‌نوشد و جاودانه می‌شود. همین داستان در سنت عربی وجود دارد که ذوالقرنین را با اسکندر می‌شناسند.
سرزمین تاریکی نیز به منطقه اطراف کوه‌های اورال شمالی نسبت داده شده‌است. هنگامی که ابوحامد غرناطی در سال ۱۱۳۵–۱۱۳۶ از ولگا بلغارستان بازدید کرد، به او گفتند که سرزمین تاریکی دور از یوگرا (یا یورا) نیست.
ابن بطوطه در همان منطقه بود و می‌خواست از سرزمین تاریکی دیدن کند، اما تصمیم گرفت که این کار را انجام ندهد، زیرا به یک سفر ۴۰ روزه در «واگن‌های کوچکی که توسط سگ‌های بزرگ کشیده می‌شد» نیاز داشت.